# Maya Cloetens
Maya Cloetens, née le 8 janvier 2002 à Grenoble, est une biathlète belge.

## Biographie
Les premières courses internationales de Maya Cloetens ont lieu lors du Festival olympique d'hiver de la jeunesse européenne 2019 à Sarajevo & Istočno Sarajevo, où elle remporte la médaille d'argent avec le relais mixte. L'année suivante, elle participe aux Championnats du monde juniors à Lenzerheide, où son meilleur résultat est une cinquième place en sprint et en relais. L'année suivante, elle participe également aux Championnats du monde juniors et obtient le même résultat qu'en 2020 en sprint, mais en relais, les Françaises s'imposent, Cloetens remportant le titre avec Fany Bertrand et Jeanne Richard. Après une année sans participation à des compétitions internationales, elle remporte en mars 2022 le titre de championne de France dans la catégorie des moins de 23 ans. Peu de temps après, la fédération française retire Cloetens de l'équipe en raison d'un "manque de perspectives", ce qui l'aurait privée de toute aide de la fédération. Comme elle possède également la nationalité belge en raison de ses liens familiaux, elle décide donc de représenter la Belgique à l'avenir.
La jeune femme, alors âgée de 20 ans, dispute ses premières compétitions sous les couleurs belges lors du Biathlon Summer Tour en France en septembre 2022. Comme aucune athlète ne fait partie de l'équipe nationale féminine belge, à l'exception de Lotte Lie, elle court immédiatement en IBU Cup au début de l'hiver 2022-2023 et obtient trois résultats dans le top 30. En décembre, elle fait partie des leaders de la Junior Cup ; elle ne gagne certes pas de compétition, mais monte quatre fois sur le podium. En janvier 2023, Cloetens fait ses débuts en Coupe du monde à Pokljuka et se rapproche des points de la Coupe du monde en sprint et en poursuite en se classant 43e et 42e. Avec le relais mixte, elle se classe 10e avec Thierry Langer avec Lotte Lie et Florent Claude. La Belge participe également aux Championnats du monde pour sa première année et termine 38e et 40e en sprint et en poursuite. Les Championnats du monde juniors 2023 sont décevants, mais en fin de saison, Cloetens gagne ses premiers points de Coupe du monde en se classant 36e du sprint à Oslo.
Aux championnats du monde juniors 2024, elle manque de peu la médaille en terminant quatrième du sprint. En décembre 2024 à Hochfilzen, elle signe ses deux premiers top 20 en Coupe du monde en se classant 19e du sprint et 12e de la poursuite.

## Vie privée
Cloetens est originaire de Grenoble et est née en France, si bien qu'à l'origine, elle courait pour la Fédération française de ski. Son père est belge et elle possède les deux nationalités depuis sa naissance. Elle étudie les mathématiques et la physique dans sa ville natale de Grenoble. Cloetens est une tireuse gauchère.

## Palmarès

### Championnats du monde
| Édition \ Épreuve | Individuel | Sprint | Poursuite | Mass start | Relais | Relais mixte | Relais mixte simple |
| ----------------- | ---------- | ------ | --------- | ---------- | ------ | ------------ | ------------------- |
| Oberhof 2023      | —          | 38e    | 40e       | —          | —      | 14e          | —                   |
| Nové Město 2024   | 33e        | 55e    | 41e       | —          | 14e    | 8e           | —                   |
| Lenzerheide 2025  | 37e        | 8e     | 17e       | 14e        | 13e    | 10e          | —                   |

- — : non disputée par Maya Cloetens

### Coupe du monde
- Meilleur classement général :  35e en  2025
- Meilleur résultat individuel : 8e sur le sprint de Lenzerheide en 2025

 Dernière mise à jour le 3 avril 2025 

#### Résultats détaillés en Coupe du monde
| 2022-2023 |        |        |    |        |        |        |        |        |        |        |        |        |        |        | .      | .      | .      | .      |        |        |        |    |        |         |    |  | 84e  |
| 2022-2023 | IN     | SP     | PU | SP     | PU     | SP     | PU     | MS     | SP 43e | PU 42e | IN     | MS     | SP     | PU     | SP 38e | PU 40e | IN     | MS     | SP     | PU     | IN     | MS | SP 36e | PU Ann. | MS |  | 84e  |
| 2023-2024 |        |        |    |        |        |        |        |        |        |        |        |        |        |        | .      | .      | .      | .      |        |        |        |    |        |         |    |  | n.c. |
| 2023-2024 | IN 71e | SP 79e | PU | SP 69e | PU     | SP     | PU     | MS     | SP     | PU     | SP     | PU     | SI 58e | MS     | SP 55e | PU 41e | IN 33e | MS     | IN     | MS     | SP     | PU | SP     | PU      | MS |  | n.c. |
| 2024-2025 |        |        |    |        |        |        |        |        |        |        |        |        |        |        | .      | .      | .      | .      |        |        |        |    |        |         |    |  | 35e  |
| 2024-2025 | SI 46e | SP 23e | MS | SP 19e | PU 12e | SP 24e | PU 20e | MS 24e | SP 34e | PU 26e | IN 28e | MS 13e | SP 34e | PU 37e | SP 8e  | PU 17e | IN 37e | MS 14e | SP 52e | PU ab. | SI 33e | MS | SP 78e | PU      | MS |  | 35e  |

### IBU Cup
- 43e du classement général  en 2024.
- 1 podium individuel.

 Dernière mise à jour le 24 mars 2024 

#### Podiums individuels en IBU Cup
| Podiums individuels en IBU Cup | Podiums individuels en IBU Cup | Podiums individuels en IBU Cup | Podiums individuels en IBU Cup | Podiums individuels en IBU Cup | Podiums individuels en IBU Cup |
| n°                             | Saison                         | Date                           | Lieu                           | Épreuve                        | Résultat                       |
| ------------------------------ | ------------------------------ | ------------------------------ | ------------------------------ | ------------------------------ | ------------------------------ |
| 1                              | 2023-2024                      | 06-01-2024                     | Ridnaun-Val Ridanna            | Sprint 7,5 km                  | Médaille d'argent              |

### Championnats du monde jeunes et juniors
| Nat.     | Mondiaux / Épreuve              | Individuel | Sprint | Poursuite                        | Mass start 60                    | Relais                |
| France   | 2020 (Cat. Jeunes) Lenzerheide  | 23e        | 5e     | 27e                              | Épreuve inexistante à cette date | 5e                    |
| France   | 2021 (Cat. Jeunes) Obertilliach | 7e         | 5e     | 17e                              | Épreuve inexistante à cette date | Médaille d'or, Europe |
| Belgique | 2023 Chtchoutchinsk             | 16e        | 12e    | 21e                              | Épreuve inexistante à cette date | 16e                   |
| Belgique | 2024 Otepää                     | 8e         | 4e     | Épreuve inexistante à cette date | 10e                              | 10e                   |

Légende :
- : première place, médaille d'or
- : épreuve absente du programme